# Károly Olgyay
Károly Olgyay, madžarski feldmaršal, * 1887, † 1956.